# 高志立
高志立（1962年10月—），男，汉族，河北邯郸人。1984年8月参加工作，1990年4月加入中国共产党。山西财经学院商业经济系商业经济学专业毕业，大学本科学历，河北大学经济学硕士学位。
1984年8月，任河北粮食干部学校教师。1988年9月起，任河北省财政厅办公室干部、副主任科员、主任科员。1995年3月任河北省财政厅办公室副主任，1997年7月任预算处调研员、副处长、预算处处长兼预算审核服务中心主任。2001年9月，任河北省财政厅副厅长、党组成员。2010年2月，兼任预算管理局局长。2011年6月，任河北省财政厅副厅长、党组副书记。
2011年12月，任河北省地方税务局局长、党组书记。2013年1月，任河北省地方税务局长、党组书记、省人大财政经济委员会副主任委员。2014年1月，任河北省财政厅党组书记、厅长。
2016年11月，54岁的高志立任中共河北省委常委、统战部部长，晋升副部级。2018年1月，当选第十三届全国政协委员。2018年9月，任河北省委秘书长。
2021年11月，不再担任河北省委常委。12月，任河北省政协党组成员。2022年1月，当选政协河北省第十二届委员会副主席。